# Potapovo (metrostation Moskou, Boetovskaja-lijn)
Potapovo (Russisch: Потапово ) is een gepland station van de Boetovskaja-lijn van de Moskouse metro. Het station is er een van het trio dat het zuidelijkste stuk van het metronet zal vormen, het is genoemd naar de zuidwestelijke wijk van Boetovo. De opening stond gepland voor 2015 maar de bouw is uitgesteld en op de plankaart van begin 2016 komt het trio niet meer voor zodat een opening binnen het tienjarenplan 2011-2020 niet meer waarschijnlijk is.